# Leichtathletik-Weltmeisterschaften 2009/Teilnehmer (Libanon)
| Gelbes Symbol für Goldmedaillen mit stilisierten Olympischen Ringen | Graues Symbol für Silbermedaillen mit stilisierten Olympischen Ringen | Braundes Symbol für Bronzemedaillen mit stilisierten Olympischen Ringen |
| ------------------------------------------------------------------- | --------------------------------------------------------------------- | ----------------------------------------------------------------------- |
| —                                                                   | —                                                                     | —                                                                       |

Der libanesische Leichtathletik-Verband stellte zwei Athleten bei den Leichtathletik-Weltmeisterschaften 2009 in Berlin.

## Ergebnisse

### Männer

#### Laufdisziplinen
| Athlet      | Disziplin    | Vorlauf | Vorlauf | Halbfinale         | Halbfinale         | Finale             | Finale             |
| Athlet      | Disziplin    | Zeit    | Platz   | Zeit               | Platz              | Zeit               | Platz              |
| ----------- | ------------ | ------- | ------- | ------------------ | ------------------ | ------------------ | ------------------ |
| Ahmad Hazer | 110 m Hürden | 14,74 s | 44      | nicht qualifiziert | nicht qualifiziert | nicht qualifiziert | nicht qualifiziert |

### Frauen

#### Laufdisziplinen
| Athletin        | Disziplin | Vorlauf | Vorlauf | Halbfinale         | Halbfinale         | Finale             | Finale             |
| Athletin        | Disziplin | Zeit    | Platz   | Zeit               | Platz              | Zeit               | Platz              |
| --------------- | --------- | ------- | ------- | ------------------ | ------------------ | ------------------ | ------------------ |
| Saria Traboulsi | 200 m     | 26,90 s | 42      | nicht qualifiziert | nicht qualifiziert | nicht qualifiziert | nicht qualifiziert |